# Phalanx CIWS
«Вулкан-Фаланкс» (англ. Phalanx CIWS) та Mark 15 Phalanx CIWS (також Mark 15 Vulcan Phalanx CIWS) — корабельна артилерійська система малого калібру. Розробка велась з кінця 1960-х рр. відділенням Pomona корпорації General Dynamics. Прийнята на озброєння ВМС США у 1980 році, а також стоїть на озброєнні бойових кораблів військово-морських сил ряду держав світу, в тому числі Австралії, Великої Британії, Греції, Японії, Канади, Тайваню, Ізраїлю, Саудівської Аравії, Пакистану, Португалії. На початку 1990-х рр. комплекс входив до складу озброєння 404 кораблів (676 комплексів).
CIWS розшифровується як англ. Close-In Weapon System — система зброї ближнього бою. Дальність стрільби 3 000 м, маса снаряду 0,1 кг, готовий до стрільби боєзапас 950 пострілів. Дана артилерійська установка вважається ефективним засобом для боротьби з цілями на низьких висотах (літаки, ракети). Однак вона має обмежене застосування і не повністю задовольняє потреби в боротьбі з надводними цілями, оскільки має недостатню вогневу міць.

## Призначення
Комплекс призначений для боротьби з протикорабельними ракетами з дозвуковою швидкістю польоту.

## Історія розробки
Розробка ЗАК Mark 15 Phalanx CIWS велася з кінця 1960-х рр. відділенням Pomona корпорації General Dynamics. Перші морські випробування комплексу проводилися в 1973 році, виробництво розпочато в 1978 р., а поступив на озброєння комплекс в 1980 р.

## Склад комплексу
ЗАК Mark 15 Phalanx CIWS складається з артилерійської установки і систем управління, і включає такі блоки: власне артустановки, 2 РЛС, опору, барбет, електронну вигородку і панелі управління.
Гармата авіаційна, складається з 6-ти стволів,що обертаються, які охолоджуються водою. В барбеті гармати розташовані передавач РЛС, блок живлення, трансформатор та гідравліка гармати. В задній частині барбета знаходяться механізми горизонтального і вертикального наведення, блок керування, генератор сигналів та механізми наведення радіолокаційних станцій. Панцерний захист башти має невелику товщину і призначений в основному для захисту механізмів установки від атмосферних опадів та морських хвиль.

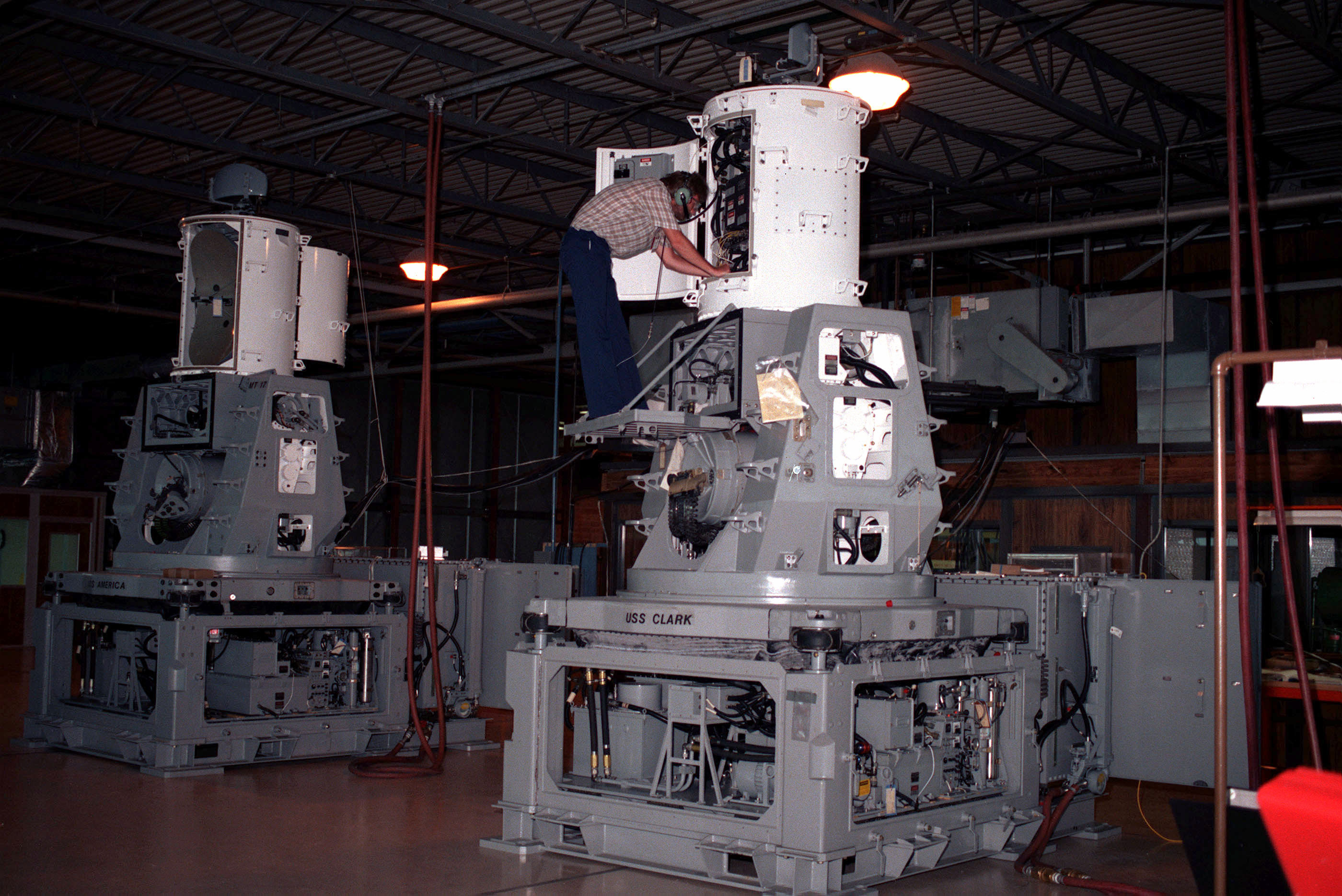
Радіолокаційні системи установки

Артилерійська установка крім гармати включає дві РЛС та пульт керування. РЛС пошуку й супроводу працюють на один імпульсний передавач. РЛС супроводу забезпечує автоматичний захват цілі й відкриття вогню. РЛС пошуку визначає дальність, швидкість та ймовірний курс цілі. Дані передаються в комп'ютер артилерійської системи, після того як ЕОМ ідентифікує ціль система супроводу супроводжує ціль допоки комп'ютер не визначить оптимальні параметри для ураження з найбільшою ймовірністю. Далі система або автоматично відкриває вогонь, або рекомендує операторові. При стрільбі РЛС супроводу відстежує точність ураження цілі.
Як система управління стрільбою може використовуватись англійська електронно-оптична система «Сі Арча».
На основі базової «Вулкан-Фаланкс» в США розроблені й інші модифікації артилерійських установок ближнього бою, калібром 30 і 35 мм. Так на базі авіаційної 30-мм гармати створена 7-и ствольна артилерійська установка зі скорострільністю 4000 пострілів на хвилину.
Перебуває на озброєнні 16 країн. В основному держав НАТО та Азії.

### Порівняльні дані сучасних зенітних скорострільних комплексів
|                           | АК-630                      | Phalanx CIWS                                         | Goalkeeper CIWS                                      |
| ------------------------- | --------------------------- | ---------------------------------------------------- | ---------------------------------------------------- |
| Вага                      | 9 114 кг                    | 6 200 кг                                             | 9 902 кг                                             |
| Озброєння                 | 30-мм 6-ти ствольна ГШ-6-30 | 20-мм 6-ти ствольна M61 Vulcan                       | 30-мм 7-и ствольна GAU-8                             |
| Темп стрільби             | 5000 постр/хв.              | 4500 постр/хв.                                       | 4200 постр/хв.                                       |
| Дальність                 | 4 000 м                     | 1 490 м (ефективна дальність, максимальна - 3 600 м) | 2 000 м (ефективна дальність, максимальна - 3 000 м) |
| Боєкомплект               | 2000 пострілів              | 1550 пострілів                                       | 1190 пострілів                                       |
| Дульна швидкість пострілу | 900 м/с                     | 1 113 м/с                                            | 1 109 м/с                                            |
| Кути підйому              | −12° — +88°                 | −25° — +85°                                          | −25° — +85°                                          |
| Кут обертання             | 360°                        | −150 to +150°                                        | 360°                                                 |

## Тактико-технічні характеристики
- Тип зброї: шестиствольна автоматична гармата
- Калібр — 20х102-мм
- Довжина гармати, мм
- Довжина ствола, калібрів — 76
- Принцип роботи автоматики — від зовнішнього приводу
- Скорострільність, пострілів / хв — 3000
- Максимальний кут піднесення, град. — 85
- Швидкість наведення у вертикальній площині, град. / С — 92
- Швидкість наведення в горизонтальній площині, град. / С — 126
- Час реакції, с — 2-3
- Ефективна дальність стрільби, км — 1,47
- Досяжність по висоті, м — 1470
- Тип снаряда — ОФЗ, З-Т, БПС-Т
- Маса снаряда, кг — 0,102
- Кількість готових до стрільби пострілів — 950
- Маса артустановки, т — 5,42

## Галерея

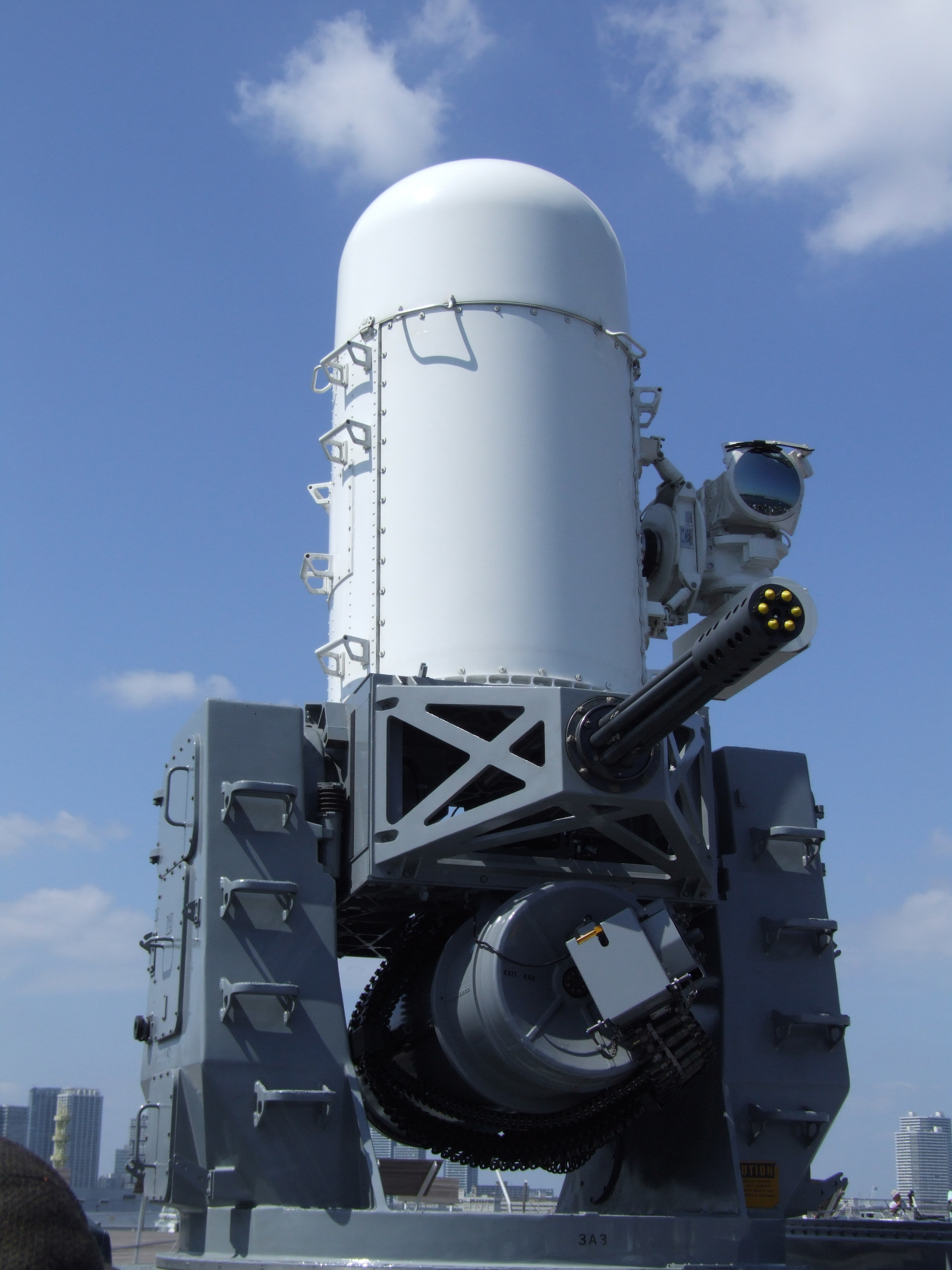
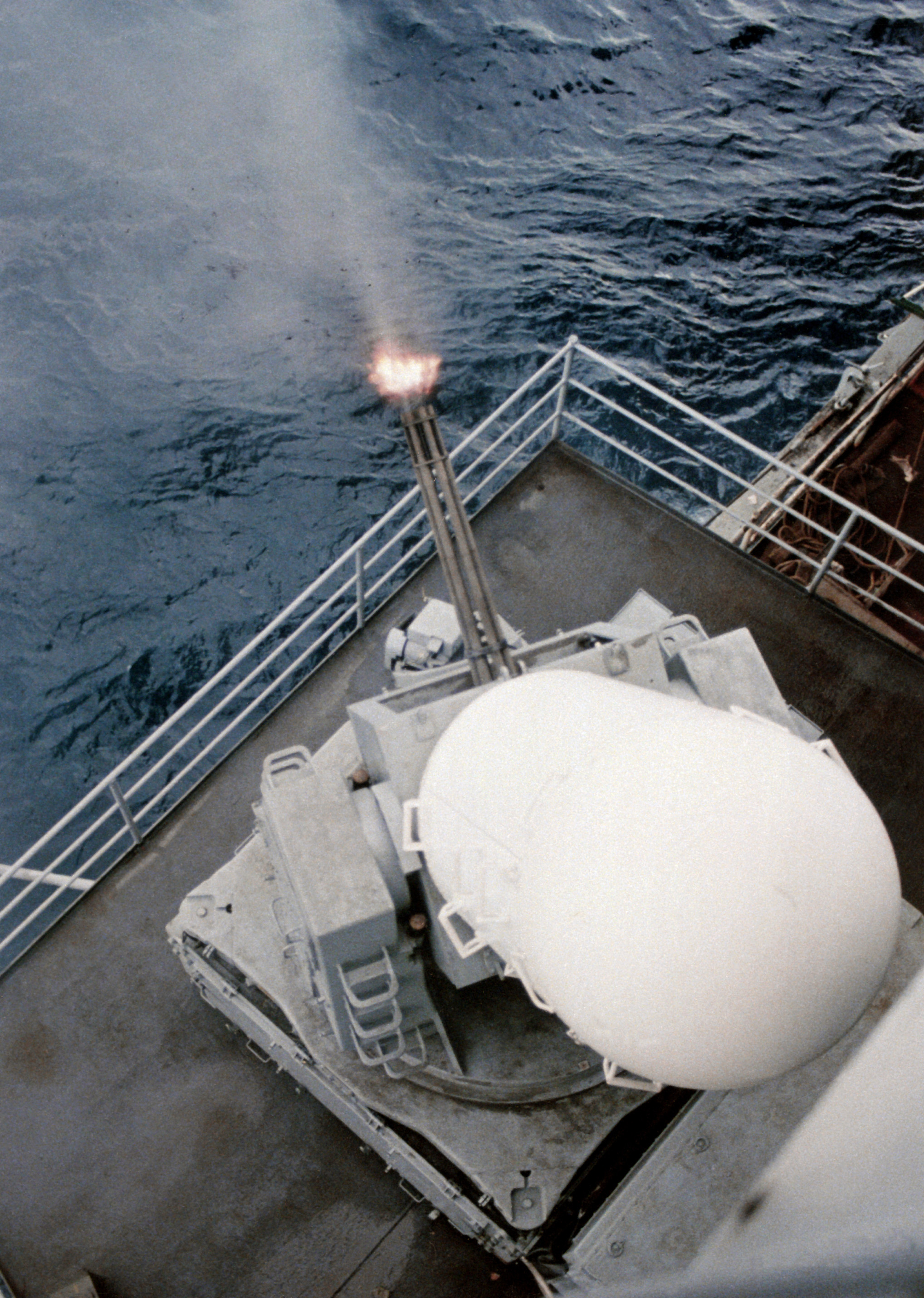
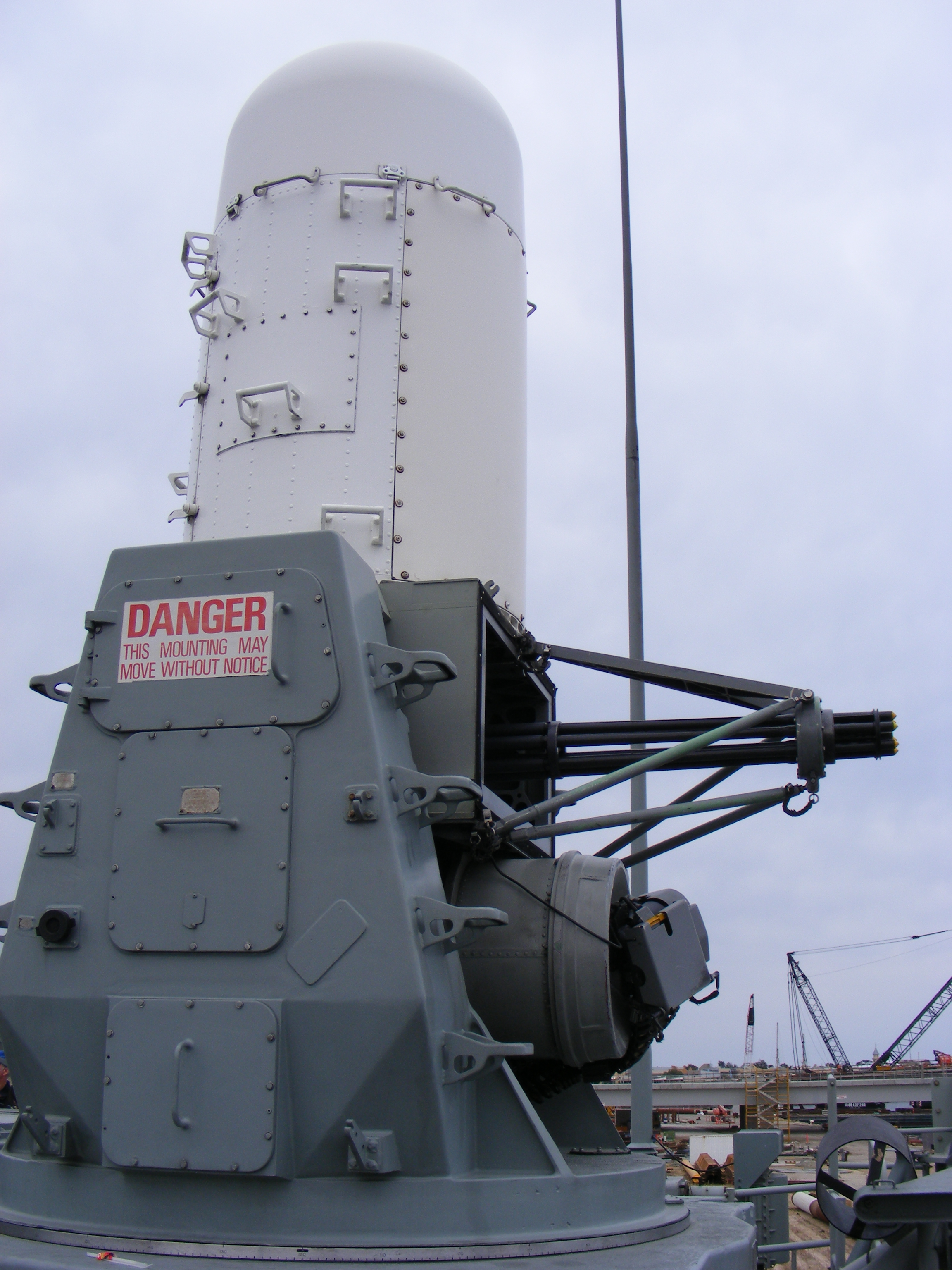

## Країни-оператори
- Австралія[9]
- Бахрейн[9]
- Канада[9]
- Греція[10]
- Єгипет[11]
- Ізраїль[9]
- Японія[11]
- Нова Зеландія[9]
- Пакистан[9]
- Польща[9]
- Португалія[11]
- Саудівська Аравія[9]
- Таїланд[12]
- Тайвань[9]
- США[11]
- Велика Британія[11]

## Відео
- 20 мм. «Вулкан-Фаланкс»